# Thomas Ungar
Thomas Ungar (* 16. Mai 1931 in Budapest) ist ein österreichischer Dirigent, Musikpädagoge und Hochschullehrer.

## Leben und Werk
Thomas Ungar wurde 1959 Dirigent der Philharmonie Südwestfalen, einst Siegerlandorchester in Hilchenbach/Westfalen. 1961 war er Städtischer Musikdirektor bei den Bergischen Symphonikern in Remscheid, 1966 Generalmusikdirektor am Theater Regensburg und 1969 am Philharmonischen Orchester in Freiburg im Breisgau.
Ab 1973 war er Professor an der Musikhochschule Stuttgart. Er wirkte als Gastdirigent in Europa und den USA und spielte zahlreiche Rundfunk-, Fernseh- und Schallplattenaufnahmen ein. Dazu gehört auch das Landesjugendorchester Baden-Württemberg, das Mozarteumorchester Salzburg und viele andere.

## Schüler
- Bernd Ruf
- Christoph Adt
- Christian Fitzner
- Ivo Hentschel
- Gerhard Jenemann
- Johannes Klumpp
- Matthias Manasi
- Veronika Stoertzenbach